# Aikoku Maru
Aikokumaru (愛国丸 (Ái Quốc Hoàn)) là một tàu buôn tuần dương có vũ trang của Hải quân Đế quốc Nhật Bản trong Chiến tranh thế giới thứ hai. Con tàu đi vào hoạt động từ năm 1940, sau đó được chuyển đổi thành tàu chở đạn. Con tàu bị đánh chìm vào tháng 2 năm 1944 trong Chiến dịch Hailstone.

## Thiết kế
Aikokumaru đặt lườn tại nhà máy đóng tàu Mitsui Tamano ở huyện Okayama vào ngày 29 tháng 12 năm 1938. Con tàu có trọng lượng 10.438 tấn đăng ký toàn phần, với chiều dài 160,8 mét (527 ft 7 in). Được trang bị hai động cơ diesel Mitsui B&W với công suất 13.000 shp (9.700 kW) dẫn động hai trục vít, con tàu có khả năng đạt vận tốc 20,9 hải lý trên giờ (38,7 km/h; 24,1 mph). Con tàu được hạ thủy vào ngày 25 tháng 4 năm 1940, và được đặt tên là Aikokumaru vào thời điểm đó.
Con tàu được thiết kế để trở thành tàu chở khách/hàng kết hợp cho các tuyến thường xuyên theo lịch trình của hãng Osaka Shosen đến Nam Mỹ. Tạm thời đặt tên là Kyoto, thiết kế cho con tàu mới là nhằm tự hào về các phòng suite sang trọng. Con tàu được đóng với một khoản trợ cấp rất lớn của chính phủ đế quốc cung cấp từ năm 1936 để khuyến khích sản xuất các phương tiện vận tải và tàu chở dầu tốc độ cao, có khả năng nhanh chóng quân dụng hoá trong thời gian xung đột.
Mặc dù bề ngoài là một tàu viễn dương hạng sang, quân đội Nhật đã có tiếng nói trong việc thiết kế Aikokumaru với mục tiêu là hướng tới việc sử dụng nó trong tương lai như một phương tiện vận tải quân dụng. Cung cấp cho tàu đổ bộ và cho việc neo đậu của pháo binh hải quân.

## Lịch sử hoạt động
Ngay sau khi hoàn thành vào ngày 31 tháng 8 năm 1941, Aikokumaru chính thức được Hải quân Đế quốc Nhật Bản trưng dụng. Con tàu được chuyển đổi thành một tàu buôn tuần dương có vũ trang từ ngày 5 tháng 9 khi vẫn còn ở Tamano, với việc lắp đặt bốn khẩu pháo 15 cm 50 cỡ nòng Kiểu 41, hai khẩu hải pháo QF 12 pounder 12 cwt, hai súng máy 13,2 mm Kiểu 93 và hai ống phóng ngư lôi nòng đôi 533 mm (21 in). Con tàu cũng được trang bị đèn rọi và cần điều khiển cực mạnh để điều khiển một chiếc phi cơ có phao Kawanishi E7K (cùng một chiếc dự phòng bổ sung).

### Tuần dương hạm phụ trợ và tàu tiếp liệu tàu ngầm

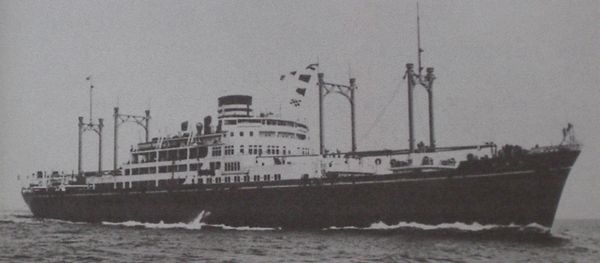
Tàu Aikoku Maru năm 1941 trong ngoại trang Mitsui

Vào ngày 15 tháng 10 năm 1941, Hải đoàn Đột kích 24 (CruDiv24), bao gồm Aikokumaru, Hōkoku Maru và Kiyosumi Maru được thành lập thuộc Hạm đội Liên hợp. Aikoku Maru và tàu chị em là Hōkoku Maru được triển khai tới đảo san hô Jaluit thuộc quần đảo Marshall vào cuối tháng 11 năm này để chuẩn bị cho cuộc chiến sắp tới chống lại Hoa Kỳ.

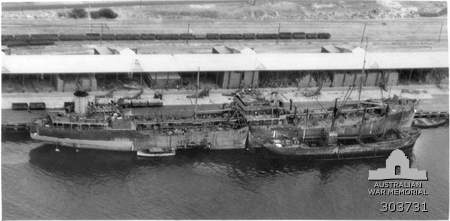
Tàu Ondina năm 1943

Vào ngày 13 tháng 12 năm 1941, Aikokumaru và Hōkoku Maru đánh chìm SS Vincent (6.210 GWT), một thương thuyền Mĩ chở hàng gạo từ Úc đến Panama ở 22°41′N 118°19′Đ / 22,683°N 118,317°Đ. Vào ngày 31 tháng 12 năm 1941, chiếc phi cơ trinh sát có phao từ Aikokumaru phát hiện được tàu chuyên chở Mĩ Malama (3.275 GWT) đang trên đường đến Wellington. Chiếc máy bay đã không thể quay trở lại, và mặc dù được cả hai tàu Nhật tìm kiếm, nhưng người ta vẫn không tìm thấy dấu vết nào về chiếc máy bay mất tích này. Chiếc phi cơ có phao thứ hai tiếp cận SS Malama ở phía nam Quần đảo Cook vào ngày 2 tháng 1 năm 1942, sau khi thực hiện một trận tấn công căng thẳng đã ra lệnh cho con tàu dừng lại. Sau khi đoàn thuỷ thủ của Malama bỏ tàu, nó chính thức bị đánh chìm ở 26°39′N 151°24′T / 26,65°N 151,4°T. Ngoài một phi công mất tích, không có thương vong nào cho cả hai bên và cuộc xuất kích kết thúc vào ngày 20 tháng 1 năm 1942. CruDiv24 quay trở lại Hashirajima vào tháng 2, sau khi giải vây cho 76 tù binh của họ tại Ōita.
Vào ngày 14 tháng 2 năm 1942, tại Công xưởng Hải quân Kure, bốn khẩu pháo 152 mm của Aikokumaru được thay thế bằng tám khẩu hải pháo 14 cm cỡ nòng 50 Kiểu 3. Con tàu cũng được sửa để có thể mang ngư lôi tàu ngầm bên mình, nhằm hoạt động như một tàu tiếp liệu tàu ngầm. Với khả năng này, Aikokumaru và Hōkoku Maru đã được triển khai cùng Hạm đội 6 vào ngày 10 tháng 3 để hỗ trợ các hoạt động tàu ngầm ngoài khơi bờ biển phía đông của châu Phi và Mozambique. Vào cuối tháng 3, Aikokumaru và Hōkoku Maru quay trở lại Kure, nơi CruDiv24 chính thức bị giải tán, và hai con tàu được điều về Subron8, hoạt động ngoài Penang từ đầu tháng 4, hỗ trợ các hoạt động tàu ngầm ở phía tây Ấn Độ Dương. Vào ngày 9 tháng 5, Aikokumaru bắt được tàu chở dầu Genota (7.897 GWT) của Hà Lan đi 480 dặm (770 km) phía SSE của Diego Suarez, Madagascar. Vào ngày 5 tháng 6, con tàu đánh chìm MV Elysia (6.757 GWT), một tàu chuyên chở Anh đang vận tải một số quân Đồng Minh ở 27°19′N 037°01′Đ / 27,317°N 37,017°Đ. Vào ngày 12 tháng 7, con tàu lại bắt được một tàu chở hàng có đăng kí của New Zealand là Hauraki gần Ceylon. Nó đã đưa một đội thuỷ thủ lên tàu này, nhưng trên đường trở về Nhật Bản, đội thợ máy người New Zealand của con tàu đã tìm cách phá hoại hàng hóa và các phụ tùng động cơ trên tàu.
Sau khi sửa chữa tại Căn cứ Hải quân Seletar ở Singapore, các tàu bay có phao trên Aikokumaru được nâng cấp thành hai chiếc Aichi E13A, hai khẩu AT/AA nòng kép Kiểu 96 được bổ sung và thêm 70 ngư lôi. Nó tiếp tục đóng tại Penang cho đến cuối tháng 8, dưới sự chỉ huy của sĩ quan Ōishi Tamotsu.
Từ tháng 9, Aikokumaru được biên chế vào Hạm đội 8 và được giao nhiệm vụ vận chuyển Sư đoàn bộ binh 38 Lục quân đến Rabaul nhằm tăng viện cho Guadalcanal. Sau khi hoàn thành nhiệm vụ này vào ngày 10 tháng 10, Đơn vị Đột kích Thương mại của tàu được tái hoạt động và Aikokumaru đã quá cảnh eo biển Sunda vào Ấn Độ Dương vào ngày 7 tháng 11, cùng với Hōkoku Maru.
Vào ngày 11 tháng 11, bọn đột kích tấn công tàu chở dầu Hà Lan Ondina (6341 GWT), đi cùng với tàu quét mìn HMIS Bengal, phía tây nam quần đảo Cocos. Hōkoku Maru đã ở vị trí gần hơn và tấn công trước, nhưng một phát đạn từ khẩu pháo 4 inch của Ondina bắn trúng ống phóng ngư lôi mạn phải Hōkoku Maru, khiến quả ngư lôi phát nổ. Một đám cháy bùng phát, nhanh chóng trở nên mất kiểm soát, dẫn đến băng đạn phía sau phát nổ, làm chìm tàu. Aikokumaru sau đó di chuyển đến, rồi rời khỏi khu vực Bengal, trong khi Ondina cũng cố gắng rút chạy. Aikokumaru dùng pháo bắn trúng Ondina sáu quả, song hai quả ngư lôi của nó đều đi trượt mục tiêu. Tuy nhiên, do con tàu của họ đã bị hư hỏng và hết đạn, thủy thủ đoàn của Ondina bỏ tàu. Aikokumaru bắn vào các thuyền cứu sinh của Ondina, rồi giải cứu 278 người sống sót trên Hōkoku Maru, cuối cùng trở về Penang, và từ đó đến Singapore và Rabaul. Trong khi đó, thủy thủ đoàn của Ondina tìm cách vào lại con tàu của họ và sửa chữa, sau đó chạy đến Fremantle, Úc.

### Vận tải quân sự
Từ ngày 16 tháng 12 năm 1942, Aikokumaru được điều động trở lại Hạm đội 8, chủ yếu là như một phương tiện vận tải quân sự hỗ trợ các chiến dịch ở New Guinea, phi cơ của nó được cho xuất xưởng. Khi đang dỡ hàng tại Madang vào ngày 18 tháng 12, con tàu bị tấn công trong một cuộc không kích của Pháo đài bay B-17 của Cụm ném bom 43 thuộc Lực lượng Không lực 5 Hoa Kỳ, nhưng bom không trúng đích. Con tàu quay trở lại Kure vào ngày 29 tháng 12 năm 1942.

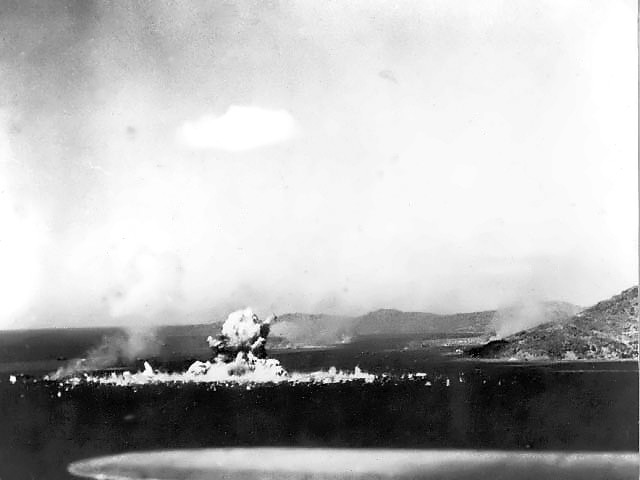
Tàu chở đạn Aikokumaru của Nhật nổ tung; phi hành đoàn thả ngư lôi mất tích và được cho là đã mắc vào vụ nổ. 16 tháng 2 năm 1944

Vào ngày 21 tháng 1 năm 1944, Aikokumaru tải 629 người của Đơn vị Vệ binh Hải quân 66 cùng với đạn dược, vật tư và cả vật liệu xây dựng. Đoàn tàu bị tấn công 300 hải lý (560 km; 350 mi) về phía tây bắc Truk bởi tàu ngầm USS Trigger, đánh chìm tàu mìn Nasami và tàu vận tải Yasukuni Maru; tuy nhiên, Aikokumaru không bị hư hại gì và đến được Truk vào ngày 1 tháng 2. Sau khi rút chạy đến Đảo Brown, tàu quay trở lại Truk vào ngày 16 tháng 2 để thấy rằng hầu hết các chiến hạm chủ lực đã sơ tán khỏi căn cứ đề phòng một cuộc tấn công sắp xảy ra của Mĩ. Aikokumaru bắt đầu tải đạn, chuẩn bị khởi hành đến Rabaul, tải quân của Lữ đoàn đổ bộ 1. Tuy nhiên, trước khi việc chuẩn bị này có thể hoàn tất, thì Chiến dịch Hailstone bắt đầu, với Lực lượng Đặc nhiệm 58 của Hải quân Hoa Kỳ tấn công vào Truk với 30 cuộc không kích cùng 150 phi cơ mỗi giờ trong thời gian hai ngày. Vào ngày đầu tiên, ngày 16 tháng 2 năm 1944, Aikokumaru bị phi cơ từ tàu sân bay USS Intrepid oanh tạc, quả bom đầu tiên phát nổ trong phòng sinh hoạt của sĩ quan, gây ra hỏa hoạn. Con tàu bị trúng bom ba lần nữa trong cuộc tấn công này, và lại bị trúng đạn trong đợt tấn công thứ hai do một quả ngư lôi làm nổ hòm đạn ở chốt giữ số 1, làm đứt mũi tàu. Aikokumaru chìm trong hai phút ở 07°22′B 151°56′Đ / 7,367°B 151,933°Đ, cùng với hầu hết 945 thuỷ thủ đoàn và hành khách. Máy bay đã thả ngư lôi xuống Aikokumaru- là một chiếc TBM Avenger và phi hành đoàn ba người của nó là từ Phi đội Ngư lôi 6 cũng bị phá hủy trong vụ nổ của con tàu.
Aikokumaru bị loại khỏi đăng bạ hải quân vào ngày 30 tháng 3 năm 1944.

## Xác tàu
Xác tàu Aikokumaru là một địa điểm lặn biển nổi tiếng ở vùng biển Truk Lagoon, mặc dù độ sâu của nó xấp xỉ 64 mét (210 ft). Xác tàu nằm thẳng đứng, với cây cầu ở độ cao 40 mét (130 ft) và sàn tàu mở rộng sâu hơn khoảng 10 mét (33 ft). Dấu tích của một khẩu súng phòng không trên nóc nhà boong phía sau thường được người ta chụp lại, cũng như các món ăn và đồ dùng nhà bếp nằm rải rác trong khoang bếp của tàu. Xác tàu được nhà thám hiểm nổi tiếng người Pháp Jacques-Yves Cousteau lặn lần đầu tiên vào năm 1969, nhưng mãi sau này mới xác định được danh tính. Vào tháng 7 năm 1980, một đội phục hồi của Nhật Bản đã tìm thấy hài cốt của khoảng 400 người đã thiệt mạng trong vụ tấn công, nhưng hài cốt của hàng trăm người khác vẫn còn tại chỗ.
Vào ngày 17 tháng 2 năm 1994, một đài tưởng niệm được đặt trên boong tàu Aikokumaru ở độ sâu khoảng 38 mét (125 ft). Tượng đài này là một dự án hợp tác giữa Cục Du khách Chuuk, Đội Hành động Công dân thuộc Lực lượng Không quân Hoa Kỳ (CAT), tàu lặn SS Thorfinn neo tại Chuuk Atoll, và cửa hàng lặn Blue Lagoon cũng tại Chuuk Atoll.